# Кривін Фелікс Давидович
Кривін Фелікс Давидович (11 червня 1928, Маріуполь, Донеччина — 24 грудня 2016, Ізраїль) — український російськомовний письменник. Лауреат Республіканської премії імені Володимира Короленка (премія Спілки письменників України), сценарист.

## Біографія
Народився 11 червня 1928 р. у м. Маріуполь Сталінської обл. (тепер Донецька область) в родині військовослужбовця. Закінчив Київський педагогічний інститут (1951). Був викладачем, журналістом. Друкується з 1960 р.
Автор збірок повістей, віршів, казок, сценаріїв мультфільмів: «Злісний розтрощувач яєць» (1966), «Камінь на дорозі» (1968, у співавт.), «Короткі історії» (1970), «Добре ім'я» (1971), «Чому у кульбаби товсті щоки», «Полювання» (1992) та ін.
Член Національної спілки письменників України.